# Janosz Fabian
Janosz Janoszowycz Fabian, ukr. Янош Яношович Фабіан (Іван Іванович Фабіян), węg. János Fábián, ros. Янош Яношевич Фабиан, Janosz Janosziewicz Fabian (ur. 1922 w Użhorodzie, zm. 1983 tamże) – ukraiński piłkarz pochodzenia węgierskiego, grający na pozycji napastnika.

## Kariera piłkarska

### Kariera klubowa
Wychowanek klubów Ungvári MTE i Ungvári AC. W 1941 roku rozpoczął karierę piłkarską w drużynie Ruś Użhorod, która po zakończeniu II wojny światowej została reorganizowana na Spartak Użhorod. Po wygraniu w 1946 roku złotych medali Mistrzostw Ukraińskiej SRR piłkarze Spartaka otrzymały zaproszenia od czołowych klubów. Latem 1948 roku został zaproszony do Dynama Kijów, a w sierpniu debiutował w drużynie z Kijowa. W 1950 powrócił do domu i potem występował w Spartaku Użhorod, w którym zakończył karierę w roku 1952.

## Sukcesy i odznaczenia

### Sukcesy piłkarskie
Spartak Użhorod
- mistrz Ukraińskiej SRR: 1946, 1950
- zdobywca Pucharu Ukraińskiej SRR: 1950

Dynamo Kijów
- mistrz ZSRR wśród drużyn rezerwowych: 1949